# Versioner vol. 1
Versioner vol. 1 är en gratis mixtape av Organism 12 som släpptes under 2006. Uppföljaren kom 2007 (Se Versioner vol. 2)

## Låtlista
1. Intro
2. 99 Problems
3. Dead or Alive
4. Uppsalas Klapp
5. Jag blir smal nu
6. Halv sex
7. Do it again
8. Uppsättningen
9. Coffe Shop
10. Världen är din
11. Get Throwed
12. Monsterspliffar
13. No No No